# Каруме, Амани Абейд
Амани Абейд Каруме (суахили Amani Abeid Karume; род. 1 ноября 1948, Занзибар) — занзибарский и танзанийский политик, шестой президент Занзибара, первый канцлер Государственного университета Занзибара, вице-председатель партии Чама Ча Мапиндузи. Сын первого президента Занзибара, Абейда Амани Каруме.
Его младший брат, Али Абейд Амани Каруме, является танзанийским дипломатом.

## Биография
По образованию бухгалтер.
С 70-х годов занимал различные посты в Революционном правительстве Занзибара.
В 1990 году избран в Палату представителей Занзибара.
С 2000 по 2010 год — президент Занзибара.